# Мора, Серхио
Серхио Мора (исп. Sergio Mora; 4 декабря 1980 года, Ист-Лос-Анджелес, Калифорния, США) — американский боксёр-профессионал, выступающий в средней весовой категории. Чемпион мира в 1-й средней (версия WBC, 2008) весовой категории.

## 2000—2008
Дебютировал в августе 2000 года.
С 2004 по 2005 годы Серхио Мора принимал участие в турнире "Претендент" (англ. The Contender).
В финале турнира Мора победил по очкам Питера Манфредо.

## 7 июня2008Вернон Форрест —Серхио Мора
- Место проведения:  Мохеган Сан Казино, Юнкасвилл, Коннектикут, США
- Результат: Победа Моры решением большинства в 12-раундовом бою
- Статус:  Чемпионский бой за титул WBC в 1-м среднем весе (2-я защита Форреста)
- Рефери: Дик Флахерти
- Счет судей: Анек Хонгтонгкам (112—116 Мора), Джон Маккэй (113—115 Мора), Гейл Ван Хэй (114—114)
- Вес: Форрест 69,70 кг; Мора 69,90 кг
- Трансляция: Showtime
- Счёт неофициальных судей: Скотт Плуф (113—115 Мора), Андрес Родригес (115—113 Форрест), Ти Кей Стюарт (113—115 Мора)

В июне 2008 года состоялся бой между Серхио Морой и чемпионом мира в 1-м среднем весе по версии WBC Верноном Форрестом. В близком бою судьи решением большинства отдали победу претенденту. Мнение независимых журналистов, приглашённых телеканалом Showtime, было раздельным.

## 13 сентября2008Серхио Мора —Вернон Форрест (2-й бой)
- Место проведения:  ЭмДжиЭм Гранд, Лас-Вегас, Невада, США
- Результат: Победа Форреста единогласным решением в 12-раундовом бою
- Статус: Чемпионский бой за титул WBC в 1-м среднем весе (1-я защита Моры)
- Рефери: Вик Дракулич
- Счет судей: Бёрт Клементс (110—117), Ричард Хак (108—119), Ален Рубенстейн (109—118) — все в пользу Форреста
- Вес: Мора 69,9 кг; Форрест 69,9 кг
- Трансляция: HBO PPV

В сентябре 2008 года 2-й бой между Серхио Морой и Верноном Форрестом. Форрест доминировал весь бой: он почти вдвое превзошёл противника по количеству и качеству ударов. По окончании 12-ти раундов судьи единогласным решением отдали победу претенденту. Поединок проходил в рамках шоу, организованного телеканалом HBO, главным событием которого был бой Хуан Мануэль Маркес — Хоэль Касамайор.